# سجل التأثيرات السامة للمواد الكيميائية
إن سجل التأثيرات السامة للمواد الكيميائية (بالإنجليزية: Registry of Toxic Effects of Chemical Substances)(و يرمز لها بالرمز RTECS) هو قاعدة بيانات للمعلومات المتعلقة بسمية المواد المجمعة من المؤلفات العلمية المفتوحة دون الإشارة إلى صحة أو فائدة الدراسات المعلنة. حتى عام 2001 كان المعهد الوطني للسلامة والصحة المهنية الأمريكي (NIOSH) مسؤولا عن السجل وحرية نشره. تتم صيانته الآن من قبل شركة BIOVIA الخاصة أو من العديد من بائعي القيم المضافة وهو متاح فقط مقابل رسوم أو عن طريق الاشتراك.

## المحتويات
ستة أنواع من البيانات السمية موجودة في هذا الملف:
1. تهييج أولي Primary irritation
2. تآثيرات التطفير
3. تآثيرات تكاثرية
4. تآثيرات منتجة للأورام
5. سمية حادة
6. مجموعة من الجرعات الأخرى السامة

كما دُون في هذا السجل القيم السمية العددية المحدد مثل الجرعة المميتة الوسطية، والجرعة المميتة الوسطية، وأقل جرعة سامة منشورة ‏، وTCLo بالإضافة إلى الأنواع التي شملتها الدراسة ومسار الإدراة المُستخدمة. كما تمت إضافة قائمة المراجع لجميع البيانات الموجودة. إلا أن هذه الدراسات لم تُقييم على الإطلاق.

## التاريخ
كان نشاط «سجل التأثيرات السامة للمواد الكيميائية» مفوضة من قبل الكونغرس الأمريكي، وأُنشئها القسم 20(a)(6) من صك السلامة والصحة المهنية من عام 1970 (PL 91-596). النسخة الأصلية، المعروفة باسم قائمة المواد السامة نُشرت في 28 يونيو ، 1971، وتضمنت على بيانات علمية سمومية لما يقارب 5,000 مادة كيميائية. ومن ثم تغير اسمها إلى اسمها الحالي سجل التأثيرات السامة للمواد الكيميائية. في يناير 2001 أحتوت قاعدة البيانات على 152,970 مادة كيميائية. في ديسمبر 2001 نُقلت RTECS من المعهد القومي للسلامة والصحة المهنية إلى الشركة الخصوصية إلسيفاير إم دي إل Elsevier MDL. حصلت سيمايكس على MDL من إلسيفاير في 2007 وأصبحت قاعدة البيانات السمومية مُلكاً للشركة. يمكن الاستفادة من قاعدة البيانات السمومية فقط عند دفع رسوم للاشتراك السنوي لهذه القاعدة.
RTECS متوفرة بعدة نسخ وهي الإنجليزية، والفرنسية والإسبانية، وعُرضت من قبل المركز الكندي للسلامة والصحة المهنية. تُعرض رسوم الاشتراك هلة الوب، وعلى القرص المدمج وكصيغة إنترنت. قاعدة البيانات متوفرة أيضاً على الإنترنت من NISC (المؤسسة الوطنية لخدمات المعلومات) و ExPub (خبراء النشر، LLC).

## وصلات خارجية
- نظرة عامة لقاعدة البيانات RTECS
- موقع سايميكس[وصلة مكسورة]